# End of Me (A Day to Remember)
End of Me è un singolo degli A Day to Remember, il secondo e ultimo estratto dal loro quinto album in studio Common Courtesy, pubblicato il 25 marzo 2014.

## La canzone
Il brano è una power ballad semi-acustica definita come una delle più "oneste" dell'album. Nacque durante delle "sperimentazioni in studio" del cantante Jeremy McKinnon (autore del testo e della musica) e il produttore Andrew Wade (coautore della musica). In un'intervista a Kerrang!, McKinnon disse:
 A McKinnon e Wade si è successivamente aggiunto come autore della musica anche Chad Gilbert, co-produttore di Common Courtesy insieme ai due.
Il sito specializzato Loudwire l'ha eletto come uno dei migliori brani rock del 2014 e una delle migliori canzoni composte dagli A Day to Remember nella loro carriera.

## Video musicale
Il video ufficiale del brano, diretto da Shane Drake, è stato pubblicato in anteprima su Vevo il 23 giugno 2014.

## Tracce
Testi di Jeremy McKinnon, musiche di Jeremy McKinnon, Andrew Wade e Chad Gilbert.
1. End of Me – 3:57

## Formazione
- Jeremy McKinnon – voce
- Kevin Skaff – chitarra solista, voce secondaria
- Neil Westfall – chitarra ritmica
- Joshua Woodard – basso
- Alex Shelnutt – batteria, percussioni

## Classifiche
| Classifica (2014)             | Posizione massima |
| ----------------------------- | ----------------- |
| Stati Uniti (alternative)     | 40                |
| Stati Uniti (mainstream rock) | 26                |